# Biarmifer madrynensis
Biarmifer madrynensis is een rondwormensoort uit de familie van de Cyatholaimidae. De wetenschappelijke naam van de soort is voor het eerst geldig gepubliceerd in 2001 door Pastor de Ward.